# نیلوفر آبی (فیلم ۱۹۴۷)
نیلوفر آبی (به هندی: Neel Kamal) یا لوتوس آبی فیلمی محصول سال ۱۹۴۷ و به کارگردانی کیدار شارما است. در این فیلم بازیگرانی همچون راج کاپور، مدهوبالا، بیگم پارا ایفای نقش کرده‌اند.